# Рукавац (Вис)
Рукавац је насељено место у саставу града Виса, на острву Вису, Сплитско-далматинска жупанија, Република Хрватска.

## Историја
До територијалне реорганизације у Хрватској налазио се у саставу старе општине Вис.

## Становништво
На попису становништва 2011. године, Рукавац је имао 66 становника.
| Број становника по пописима | Број становника по пописима | Број становника по пописима | Број становника по пописима | Број становника по пописима | Број становника по пописима | Број становника по пописима | Број становника по пописима | Број становника по пописима | Број становника по пописима | Број становника по пописима | Број становника по пописима | Број становника по пописима | Број становника по пописима | Број становника по пописима | Број становника по пописима |
| --------------------------- | --------------------------- | --------------------------- | --------------------------- | --------------------------- | --------------------------- | --------------------------- | --------------------------- | --------------------------- | --------------------------- | --------------------------- | --------------------------- | --------------------------- | --------------------------- | --------------------------- | --------------------------- |
| 1857                        | 1869                        | 1880                        | 1890                        | 1900                        | 1910                        | 1921                        | 1931                        | 1948                        | 1953                        | 1961                        | 1971                        | 1981                        | 1991                        | 2001                        | 2011                        |
| 0                           | 0                           | 58                          | 76                          | 108                         | 127                         | 80                          | 144                         | 138                         | 140                         | 111                         | 70                          | 39                          | 36                          | 47                          | 66                          |

Напомена: У 1857. и 1869. подаци су садржани у насељу Вис. До 1931. исказивано је као део насеља.

### Попис1991.
На попису становништва 1991. године, насељено место Рукавац је имало 36 становника, следећег националног састава:
| Попис 1991.‍  | Попис 1991.‍  | Попис 1991.‍ | Попис 1991.‍ | Попис 1991.‍ |
| ------------ | ------------ | ----------- | ----------- | ----------- |
|              |              |             |             |             |
| Хрвати       | Хрвати       |             | 28          | 77,77%      |
| Југословени  | Југословени  |             | 3           | 8,33%       |
| Мађари       | Мађари       |             | 1           | 2,77%       |
| Роми         | Роми         |             | 1           | 2,77%       |
| неопредељени | неопредељени |             | 2           | 5,55%       |
| непознато    | непознато    |             | 1           | 2,77%       |
| укупно: 36   |              |             |             |             |